# Cyphon hamatus
Cyphon hamatus es una especie de coleóptero de la familia Scirtidae.

## Distribución geográfica
Habita en Madagascar.